# Villa Díaz Ordaz
Villa Díaz Ordaz är en kommun i Mexiko.   Den ligger i delstaten Oaxaca, i den sydöstra delen av landet, 400 km sydost om huvudstaden Mexico City.
Följande samhällen finns i Villa Díaz Ordaz:
- El Carrizal